# مشاهير الطهاة

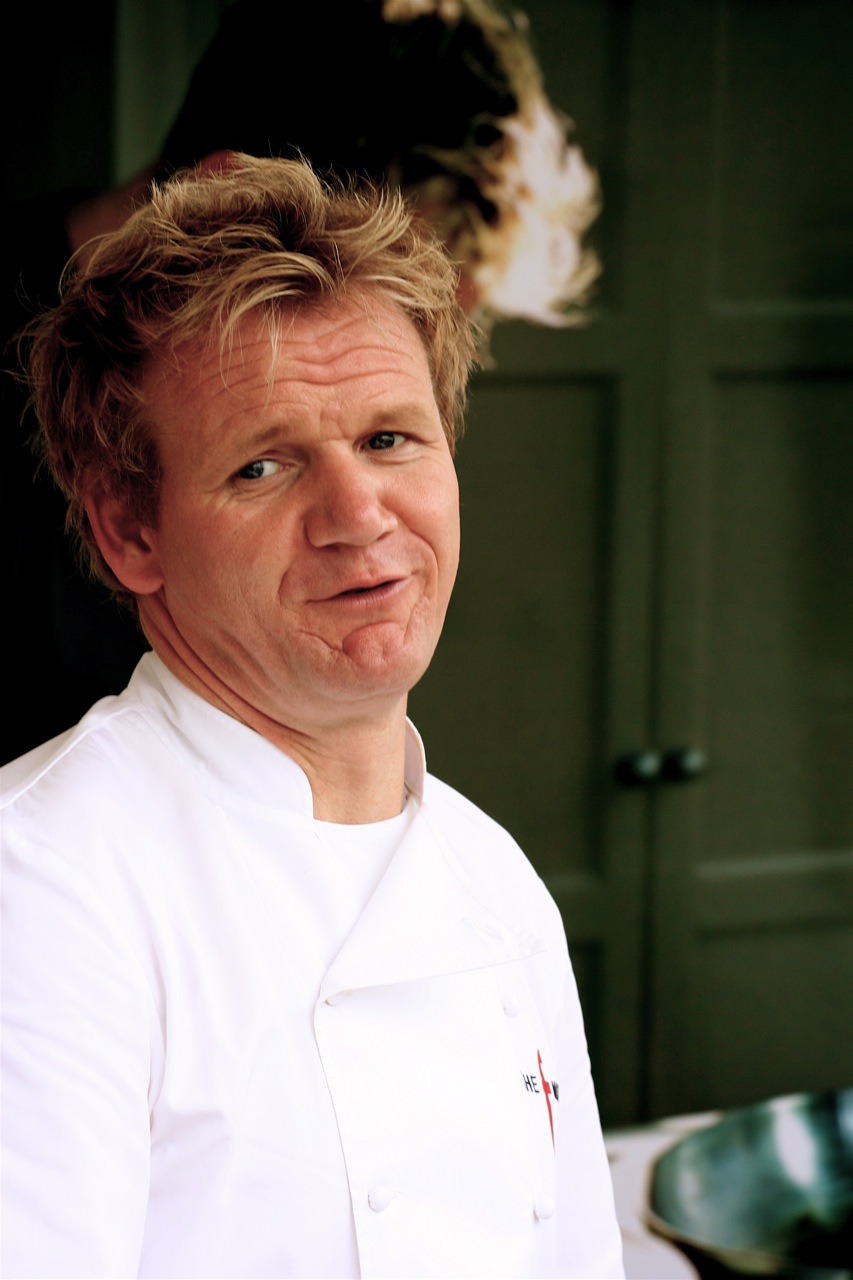
غوردون رامزي أحد مشاهير الطهاة

مشاهير الطهاة هم طهاة أصبحو معروفين. في هذه الأيام أصبح هؤلاء الطهاة مشهورون ومعروفون بسبب ظهورهم في وسائل الإعلام مثل البرامج التلفزيونية المختلفة وإعطائهم نصائح في الطبخ وفنونه. بعض الطهاة عرفو بأول مشاهير الطهاة تاريخيا وهم بارتيموليو سكابي وماري-أنتوني كاريم. في الوقت الحاضر ومع ظهور البرامج التلفزيونية أعطي بعض الطهاة لقب «اوائل المشاهير الطهاة» من أمثال جوليا تشايلد في الولايات المتحدة وفاني كرادوك في المملكة المتحدة. بالرغم من أن التلفزيون كان الطريقة الأكثر شيوعا لتصبح طاه مشهور إلا أن بعض الطهاة حققوا الشهرة عبر حصولهم على الجوائز مثل نجوم ميشلان واخرون أشتهروا بكونهم طهاة في المنازل. مشاهير الطهاة يمكن أن يأثروا على مطابخ العالم بعملهم على تقديم طرق وتقنيات طبخ بطريقتهم الخاصة ليبهروا مشاهديهم وزبائنهم. يشير الشعب الكوري في كوريا الجنوبية إلى الطاهي المشهور بعبارة Cheftainer.